# Dictyostelium
Genre
Taxons de rang inférieur
Synonymes
Hyalostilbum Oudem. 1885

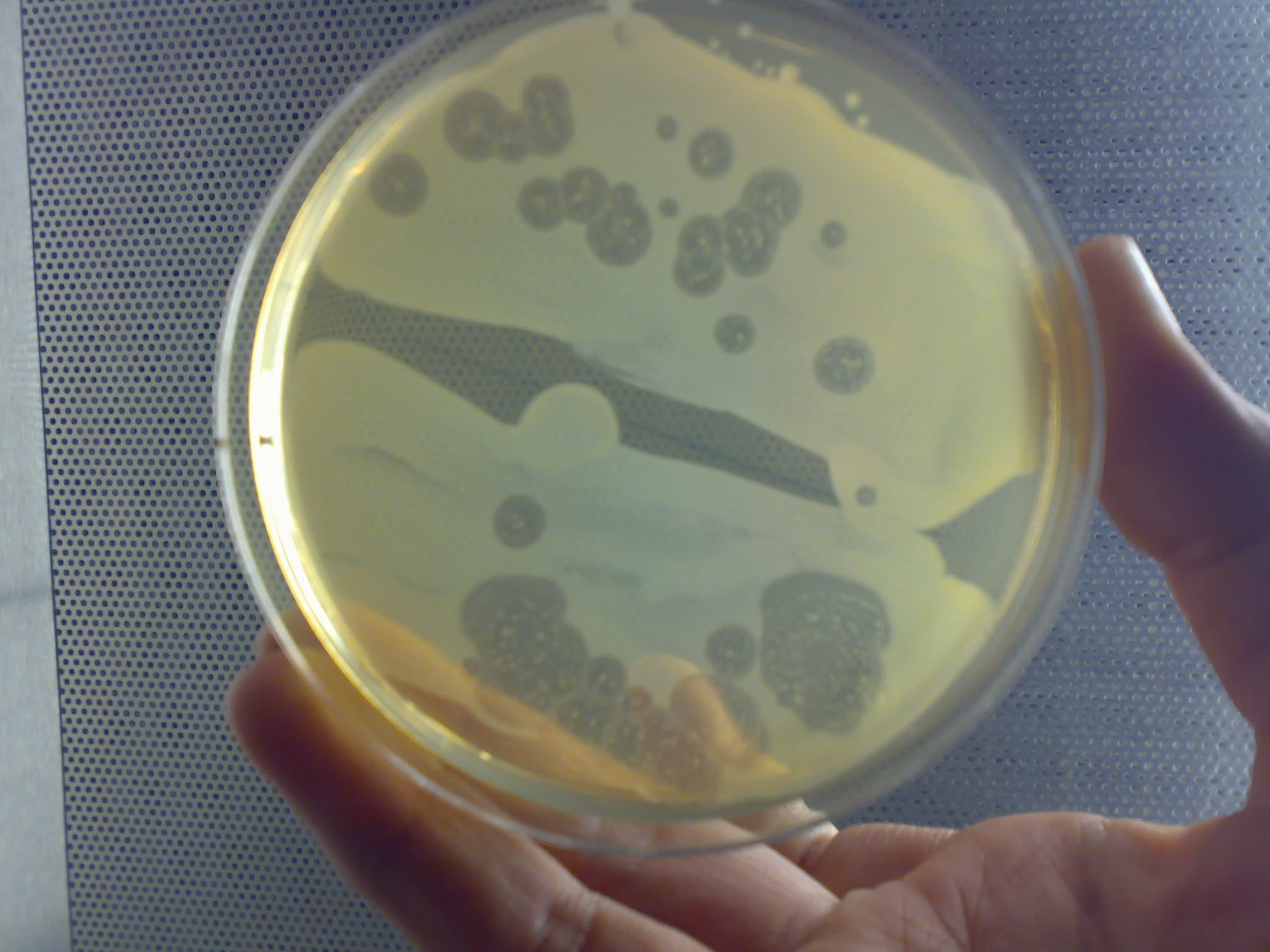
Agrégations de Dictyostelium sur plaque de culture

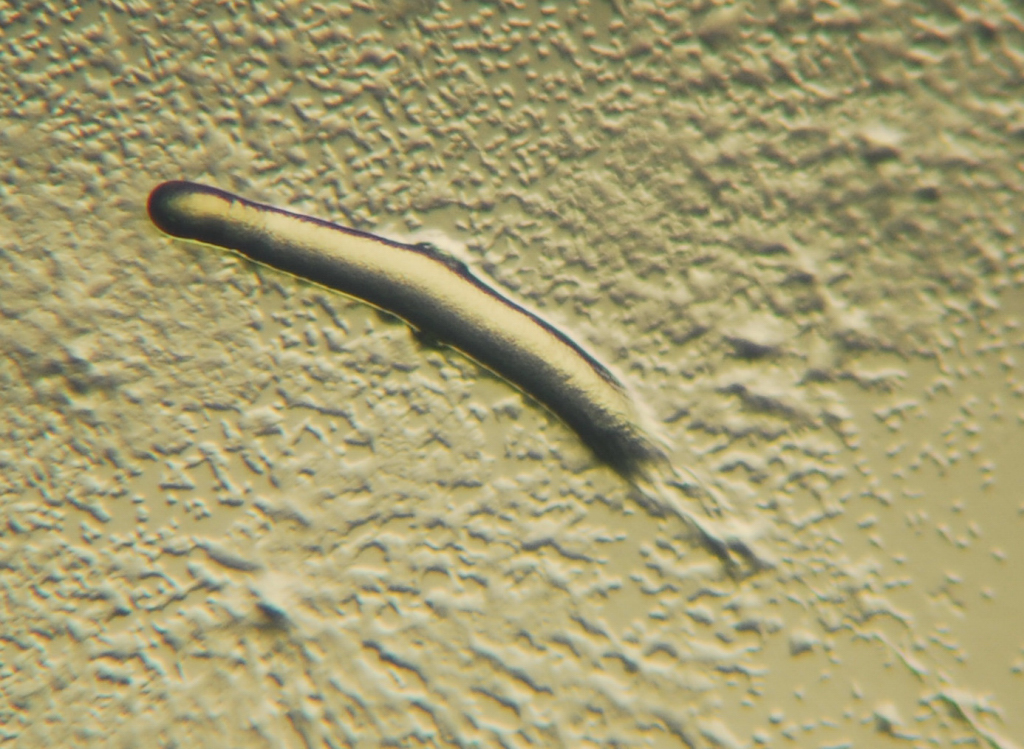
Pseudoplasmodium ou "limace" d'un Dictyostelium

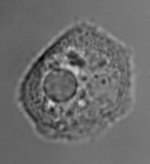
Cellule amiboïde unique de Dictyostelium, montrant la vacuole contractile

Dictyostelium est un genre de bactérivores eucaryotes unicellulaires et multicellulaires, phagotrophes. Bien qu'ils soient protistes et en aucun cas fongiques, ils sont traditionnellement connus sous le nom de " moisissures visqueuses ". Ils sont présents dans la plupart des écosystèmes terrestres en tant que composant normal et souvent abondant de la microflore du sol et jouent un rôle important dans le maintien de populations bactériennes équilibrées dans les sols,.
Le genre Dictyostelium appartient à l'ordre des Dictyosteliida, les moisissures visqueuses dites cellulaires ou amibes sociales. À son tour, cet ordre est dans l'infraphylum Mycetozoa. Les membres de l'ordre sont des protistes d'un grand intérêt théorique en biologie car ils ont des aspects à la fois d'unicellularité et de multicellularité. Les cellules individuelles dans leur phase indépendante sont communes sur les détritus organiques ou dans les sols humides et les grottes. Dans cette phase, ce sont des amibes. En règle générale, les cellules amibiennes se développent séparément et se déplacent indépendamment, se nourrissant principalement de bactéries. Cependant, ils interagissent pour former des structures multicellulaires à la suite d'un manque de nourriture. Des groupes allant jusqu'à environ 100 000 cellules se signalent en libérant des chimioattractants tels que l'AMP cyclique (AMPc) ou la glorine. Ils fusionnent ensuite par chimiotaxie pour former un agrégat qui s'entoure d'une matrice extracellulaire. L'agrégat forme un corps fructifère, avec des cellules se différenciant individuellement en différents composants de la structure finale. Chez certaines espèces, l'ensemble de l'agrégat peut se déplacer collectivement - formant une structure connue sous le nom de grex ou "limace" - avant de finalement former un corps fructifère. Les processus de développement de base tels que le tri cellulaire différentiel, la formation de motifs, l'expression génique induite par un stimulus et la régulation du type cellulaire sont communs au Dictyostelium et aux métazoaires. Pour plus de détails, voir la famille Dictyostelid.

## Découverte
La moisissure visqueuse cellulaire était autrefois considérée comme un champignon à la suite de sa découverte en 1869 par Brefeld. Bien qu'ils ressemblent à des champignons à certains égards, ils ont été inclus dans le royaume Protista. Les cellules individuelles ressemblent à de petites amibes dans leurs mouvements et leur alimentation, et sont donc appelées myxamibes. D. discoideum est le plus étudié du genre.

## Traits
La majeure partie de sa vie, cette amibe sociale haploïde subit un cycle végétatif, s'attaquant aux bactéries du sol et se divisant périodiquement de manière mitotique. Lorsque la nourriture se fait rare, le cycle sexuel ou le cycle social commence. Dans le cadre du cycle social, les amibes s'agrègent par milliers en réponse à l'AMPc et forment une limace mobile qui se déplace vers la lumière. En fin de compte, la limace forme un corps fructifère dans lequel environ 20% des cellules meurent pour élever les cellules restantes vers un meilleur endroit pour la sporulation et la dispersion.
Lorsqu'elles sont privées de leur alimentation bactérienne et exposées à des conditions sombres et humides, les souches hétérothalliques ou homothalliques peuvent subir un développement sexuel qui aboutit à la formation d'un zygote diploïde. L'accouplement hétérothallique a été mieux étudié chez D. discoideum et l'accouplement homothallique a été mieux étudié chez Dictyostelium mucoroides (souche DM7). Dans le cycle sexuel hétérothallique, les amibes s'agrègent en réponse à l'AMPc et aux phéromones sexuelles, et deux cellules de types d'accouplement opposés fusionnent, puis commencent à consommer les autres cellules attirées. Avant d'être consommées, certaines des cellules proies forment une paroi cellulosique autour de l'ensemble du groupe. Lorsque le cannibalisme est complet, la cellule diploïde géante est un macrokyste robuste qui subit finalement une recombinaison et une méiose, et fait éclore des centaines de recombinants,. Dans l'accouplement homothallique de D. mucoroides (DM7), les cellules sont dirigées vers le développement sexuel par l'éthylène. Les scientifiques ont également découvert que la migration cellulaire collective pouvait se produire sans la présence d'oscillations de l'AMPc aux stades multicellulaires, et de nouveaux modèles ont été proposés pour interpréter ce phénomène intéressant.

## Caractéristiques sociales
Le professeur John Tyler Bonner (1920-2019) a toute sa vie consacré ses recherches aux moisissures visqueuses et a créé un certain nombre de films fascinants dans les années 1940 pour montrer leur cycle de vie ; il a surtout étudié D. discoideum. Dans les vidéos, une forme d'intelligence semble être observée lorsque les cellules individuelles, après séparation, se regroupent en une masse cellulaire. Le film en accéléré a captivé le public ; en effet, Bonner lors de conférences a déclaré que le film "a toujours volé la vedette". La vidéo est disponible sur YouTube,.
Lorsque les organismes se rassemblent, la masse est constituée de cellules génétiquement distinctes. Grâce à la sélection naturelle, il est déterminé quelle information génétique des organismes sera présente dans les générations futures. Le conflit est mis en évidence par des représentations inégales de deux clones génétiquement différents dans les spores d'une chimère, la réduction de la fonctionnalité observée chez les chimères migrantes et un système de facteur induisant la différenciation (DIF), semblable à un poison, qui semble être constitué de cellules forçant les autres de cesser la production d'informations génétiques.

## Espèce
La taxonomie de Dictyostelium est compliquée. Il a également été confondu avec des différentes formes dans les stades du cycle de vie et avec le Polysphondylium spp. Voici quelques exemples rapportés.
- Dictyostelium annularibasimum Li, Liu & Zhao 2016
- Dictyostelium arabicum Hagiwara 1991
- Dictyostelium barbarae Stephenson et al. 2019
- Dictyostelium culliculosum Li & He 2008
- Dictyostelium dichotomum Vadell & Cavender 2007
- Dictyostelium germanicum Cavender et al. 1995
- Dictyostelium globisporum Li & Liu 2011
- Dictyostelium insulinativitatis Stephenson et al. 2019
- Dictyostelium irregulis Olive et al. 1967
- Dictyostelium magnum Hagiw. 1983
- Dictyostelium microsorocarpum Li & He 2010
- Dictyostelium roseum van Tieghem 1880
- Dictyostelium vermiformum Vadell & Cavender 2007
- Dictyostelium ammophilum Romeralo et al. 2010 ex Baldauf, Sheikh & Thulin 2017
- Dictyostelium aureocephalum Hagiwara 1991
- Dictyostelium aureum Olive 1901
- Dictyostelium austroandinum Vadell et al. 2011
- Dictyostelium barbibulus Perrigo & Romeralo 2013
- Dictyostelium brefeldianum brefeldianum Hagiw. 1984
- Dictyostelium brevicaule Olive 1901
- Dictyostelium brunneum Kawabe 1982
- Dictyostelium capitatum Hagiwara 1983
- Dictyostelium chordatum Vadell et al. 2011
- Dictyostelium citrinum Vadell et al. 1995
- Dictyostelium clavatum Hagiwara 1992
- Dictyostelium crassicaule Hagiwara 1984
- Dictyostelium dimigraformum Cavender 1970
- Dictyostelium discoideum Raper 1935[15]
- Dictyostelium firmibasis Hagiwara 1971
- Dictyostelium gargantuum Vadell et al. 2011
- Dictyostelium giganteum Singh 1947
- Dictyostelium implicatum Hagiwara 1984
- Dictyostelium intermedium Cavender 1976
- Dictyostelium leptosomopsis Vadell et al. 2011
- Dictyostelium leptosomum Cavender et al. 2002
- Dictyostelium longosporum Hagiwara 1983
- Dictyostelium macrocephalum Hagiwara 1985
- Milieu Dictyostelium Hagiwara 1992
- Dictyostelium mucoroides Brefeld 1869
- Dictyostelium pseudobrefeldianum Hagiwara 1996
- Dictyostelium purpureum Olive 1901
- Dictyostelium quercibrachium Cavender et al. 2002
- Dictyostelium robustum Hagiwara 1996
- Dictyostelium rosarium Raper & Cavender 1968
- Dictyostelium septentrionale Cavender 1978
- Dictyostelium sphaerocephalum (Oudem. 1885) Saccardo, Marchal & Marchal 1885
- Dictyostelium valdivianum Vadell et al. 2011